# Psykoterapeut

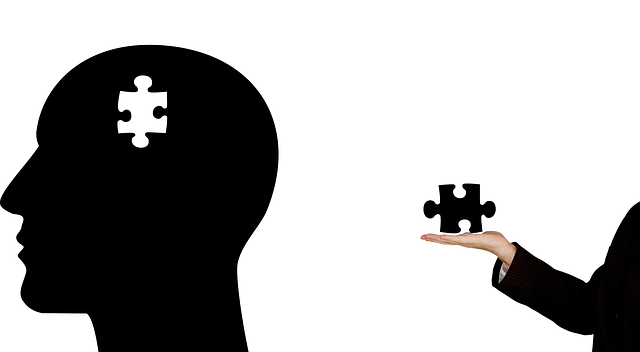
En psykoterapeut hjälper en person att fungera på ett bättre sätt genom att hjälpa denne få alla bitarna på plats.

En psykoterapeut är en person som yrkesmässigt ägnar sig åt psykoterapi - en typ av psykologisk behandling. Det varierar mellan länder huruvida psykoterapeut är ett specifikt yrke eller ett samlingsnamn på flera yrkesgrupper som bedriver terapi; exempelvis psykologer, psykiatriker, socialarbetare.

## Sverige
I Sverige är psykoterapeut ett legitimationsyrke med titelskydd. Således är det endast personer som beviljats psykoterapeutlegitimation som får använda sig av titeln. Psykoterapeutlegitimation utfärdas av Socialstyrelsen efter examen från ett psykoterapeutprogram vid ett godkänt utbildningsinstitut. Legitimerade psykoterapeuter måste ange sin grundutbildning i samband med att de använder titeln psykoterapeut, exempelvis "leg. psykoterapeut, leg. arbetsterapeut". Alla psykoterapeutprogram ges med en viss terapeutisk inriktning, de vanligaste bland dessa är KBT och PDT, men även familjeterapi och integrativ inriktning förekommer. 
Psykoterapeutprogrammet är en yrkesutbildning på avancerad nivå omfattande 90 högskolepoäng. Utbildningen är 3-årig då den ges på halvfart och ska kombineras med halvtidsarbete med psykoterapeutiskt arbete under handledning. För antagning krävs typiskt sett examen i ett vårdyrke (specialistläkare i annan inriktning än psykiatri, socionom, sjuksköterska, arbetsterapeut, fysioterapeut). Även andra yrkesgrupper såsom beteendevetare, tandläkare, dietist, skötare och präster har antagits genom åren, framförallt före 1993. För yrkesgrupper andra än psykologer eller specialistläkare i psykiatri tillkommer ett ytterligare krav om genomgången grundläggande psykoterapiutibldning. Vid många orter krävs även genomgången utbildningsterapi på ett visst antal timmar. Typiskt sett görs urval till utbildningen på basis av yrkes- och utbildningserfarenhet av psykoterapi. 
Före 1977 gavs utbildning och träning i psykoterapi framför allt av föreningar och institut, som internutbildning vid vårdinstitutioner och i viss utsträckning inom psykologutbildningen. 1977 infördes en statligt arrangerad psykoterapiutbildning. Denna gavs i form av en uppdelning mellan en allmän orientering i psykoterapi för vårdpersonal (kallat steg 1) och en senare fördjupning som gav färdigheter att behandla vissa typer av problem och specialisering (steg 2). Vid senare utvärdering bedömdes bedömdes steg 1-utbildningen inte lämplig som allmän utbildning för vårdanställda, och psykoterapeutprogrammet fick en förändrad struktur. Det sammanhållna, statligt reglerade psykoterapeutprogrammet infördes därför i Sverige 1993. I detta ersattes steg 1 av ett antagningskrav i form av genomgången grundläggande psykoterapiutbildning för alla yrkesgrupper utom psykologer och specialistläkare i psykiatri, medan utbildningen fick sin nuvarande struktur på 90 högskolepoäng och studier på halvfart parallellt med psykoterapeutiskt arbete på halvtid.   
Inom Akademikerförbundet SSR finns en yrkesförening för legitimerade psykoterapeuter, Psykoterapeutföreningen. Psykologer och specialistläkare med psykoterapeutexamen organiserar sig vanligtvis inom sina professionsförbund snarare än Psykoterapeutföreningen. 

### Grundläggande psykoterapiutbildning
För sökande med antingen psykologexamen eller läkarexamen och specialisering i psykiatri finns alltså inte ett uttalat krav på grundläggande psykoterapiutbildning i examensbeskrivningen. Det beror på att de anses ha fått tillräckliga kunskaper genom sin grundutbildning (psykologerna) respektive specialisering (läkarna). För andra grupper av sökande krävs grundläggande psykoterapiutbildning utöver deras grundutbildning. Vad denna grundläggande psykoterapiutbildning ska omfatta framgår inte av examensbeskrivningen. Bland berörda intressenter är det dock underförstått att det som avses är något som motsvarar den så kallade steg 1-utbildning som tillkom efter 1977. 
Den grundläggande psykoterapeututbildningen är inte statligt reglerad utan kan variera kraftigt mellan olika utbildningsinstitut. Vid ansökan till psykoterapeutprogrammet görs en värdering av huruvida den grundläggande psykoterapiutbildningen bedöms uppfylla antagningskraven.

### Antalet psykoterapeuter
Antalet psykoterapeuter har varierat över tid. Under de senaste decennierna har antalet psykologer i samhället ökat, men antalet psykoterapeuter minskat. Historiskt sett har de flesta psykoterapeuter haft grundutbildning som psykologer. Detta har dock kommit att förändras sedan 2010-talet i samband med att Psykologförbundets specialistutbildning för psykologer blivit en mer etablerad karriärväg för psykologer än påbyggnadsutbildning som psykoterapeut. Flera psykoterapeutprogram har därför infört möjligheten för psykologer att gå en inriktning som utmynnar i både psykoterapeutexamen och slutförd specialistutbildning. Mellan 2016 och 2022 har antalet legitimerade psykoterapeuter under 65 år minskat från cirka 3 700 personer till 3 380. Under treårsperioden 2021-2023 utfärdades cirka 600 legitimationer, d.v.s. cirka 200 per år. Detta kan jämföras med att det 2024 fanns totalt 14500 legitimerade psykologer i Sverige och att cirka 600 nya legitimationer utfärdas per år. Då utbildningsvägen till psykoterapeut är relativt lång är dessutom många psykoterapeuter i medelåldern när legitimationen utfärdas. Mellan 2020-2022 avvecklade Högskolan Evidens sin verksamhet, Marie Cederschiöld högskola (tidigare Ersta Sköndal Bräcke högskola) sitt psykoterapeutprogram, och flera psykoterapeutprogram valde att pausa vissa av sina inriktningar. 2024 antog Socialstyrelsen en målbild för primärvården där en av sex centrala delar i primärvårdens arbete med psykisk ohälsa är tillgång till psykolog snarare än psykoterapeut "som kan erbjuda bedömning och behandling av psykisk ohälsa, och deltar i det tvärprofessionella teamarbetet". 2025 uppdrog regeringen till Socialstyrelsen att lämna riktvärden för en stärkt kompetensförsörjning i primärvården, där bland annat psykolog angavs, men inte psykoterapeut. Båda förändringar visar på en ökande efterfrågan på psykologer, i konkurrens med psykoterapeuter i primärvården.

### Lärosäten[6]
I dagsläget finns psykoterapeutprogram vid följande lärosäten: 
- Ericastiftelsen
- Göteborgs universitet
- Karolinska Institutet
- Linköpings universitet
- Lunds universitet
- Stockholms akademi för psykoterapiutbildning (SAPU)
- Stockholms universitet, Psykologiska institutionen samt Institutionen för socialt arbete:
- Svenska institutet för kognitiv psykoterapi
- Umeå universitet:
- Uppsala universitet: